# Hoplangia durotrix
Hoplangia durotrix är en korallart som beskrevs av Gosse 1860. Hoplangia durotrix ingår i släktet Hoplangia och familjen Caryophylliidae. Inga underarter finns listade i Catalogue of Life.